# Karle
Karle (německy Karlsbrunn) je obec nacházející se v okrese Svitavy v Pardubickém kraji, zhruba 8 km západně od Svitav; rozkládá se po obou stranách historické česko-moravské zemské hranice. Obec je součástí Mikroregionu Svitavsko. Žije zde 420 obyvatel. Mezi Karlí a Ostrým Kamenem pramení řeka Loučná.

## Části obce
Obec tvoří dvě části, zároveň katastrální území a ZSJ:
- Karle – téměř celé katastrální území leží v Čechách, ale východní okraj zasahuje na Moravu
- Ostrý Kámen – větší východní část katastru, německy označovaná jako Mährisch Rausenstein leží na Moravě, menší západní část katastru, německy označovaná jako Böhmisch Rausenstein, patřící původně do katastrálního území Karle, leží v Čechách.

## Historie
První písemná zmínka o obci „Karelsprun“ pochází z roku 1336.

### Pověsti
- Jak Karle přišla ke svému jménu[5]

## Pamětihodnosti
- Kostel sv. Bartoloměje
- Fara, barokní s mansardovou střechou
- Márnice a vstup na hřbitov, s latinskými a německými barokními nápisy
- Pozůstatky hradu, na jeho místě tzv.Tobischův statek, zdevastovaný komunisty a zbořený 2006
- Škola, neogotická, dnes MŠ a OÚ
- Množství velkých kamenných usedlostí Hřebečského typu

## Další fotografie

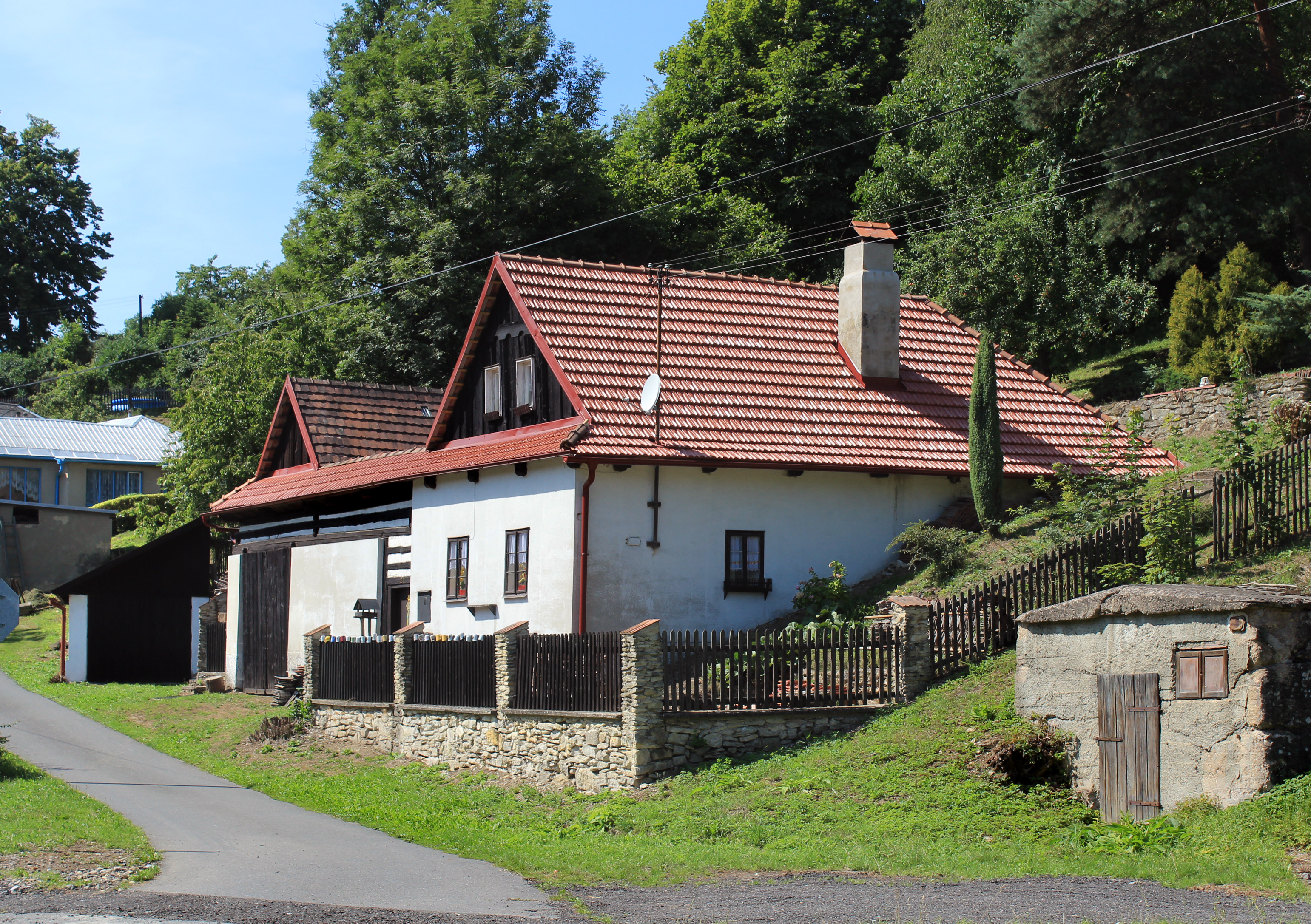
Domek v dolní části obce
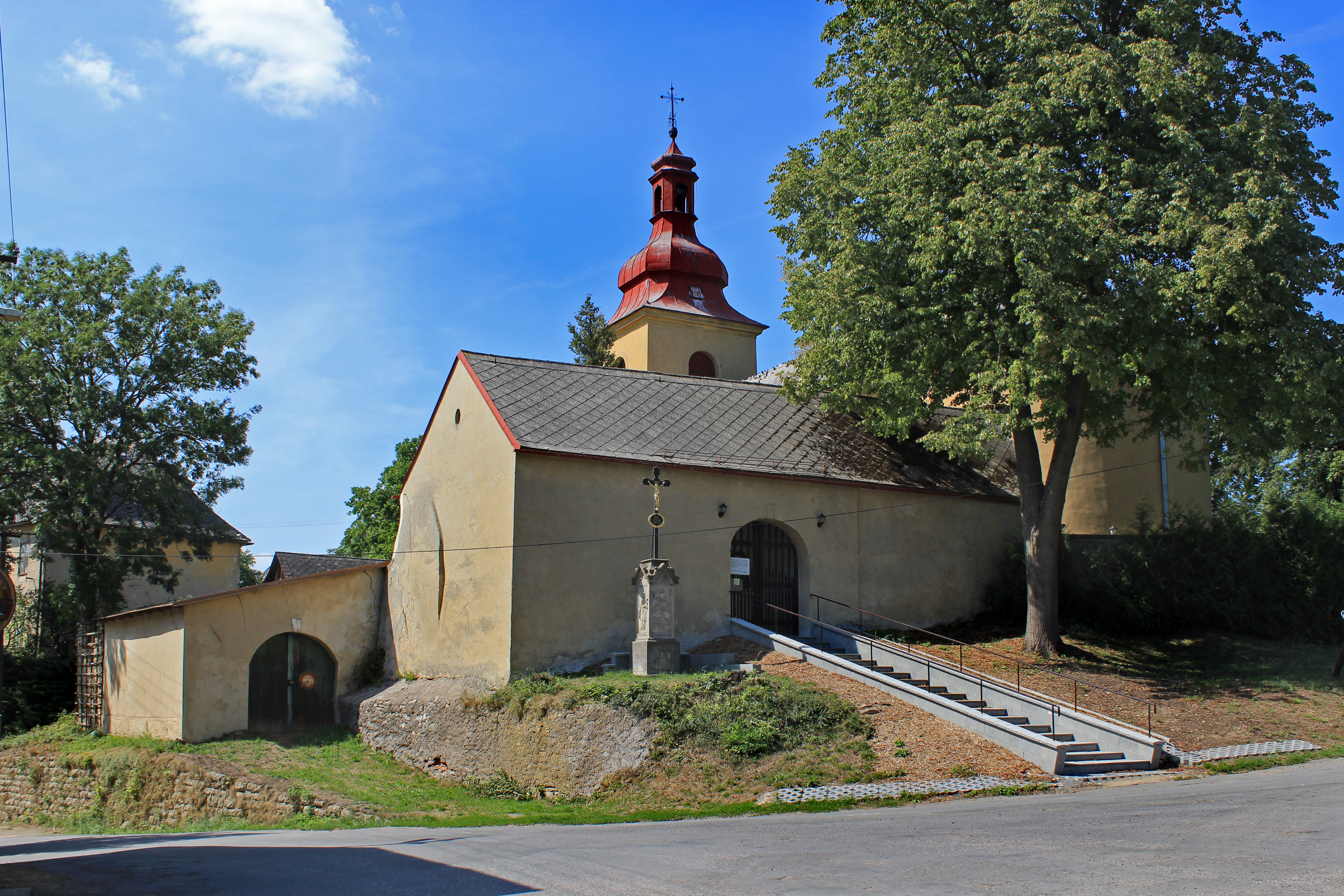
Příchod ke kostelu sv. Bartoloměje
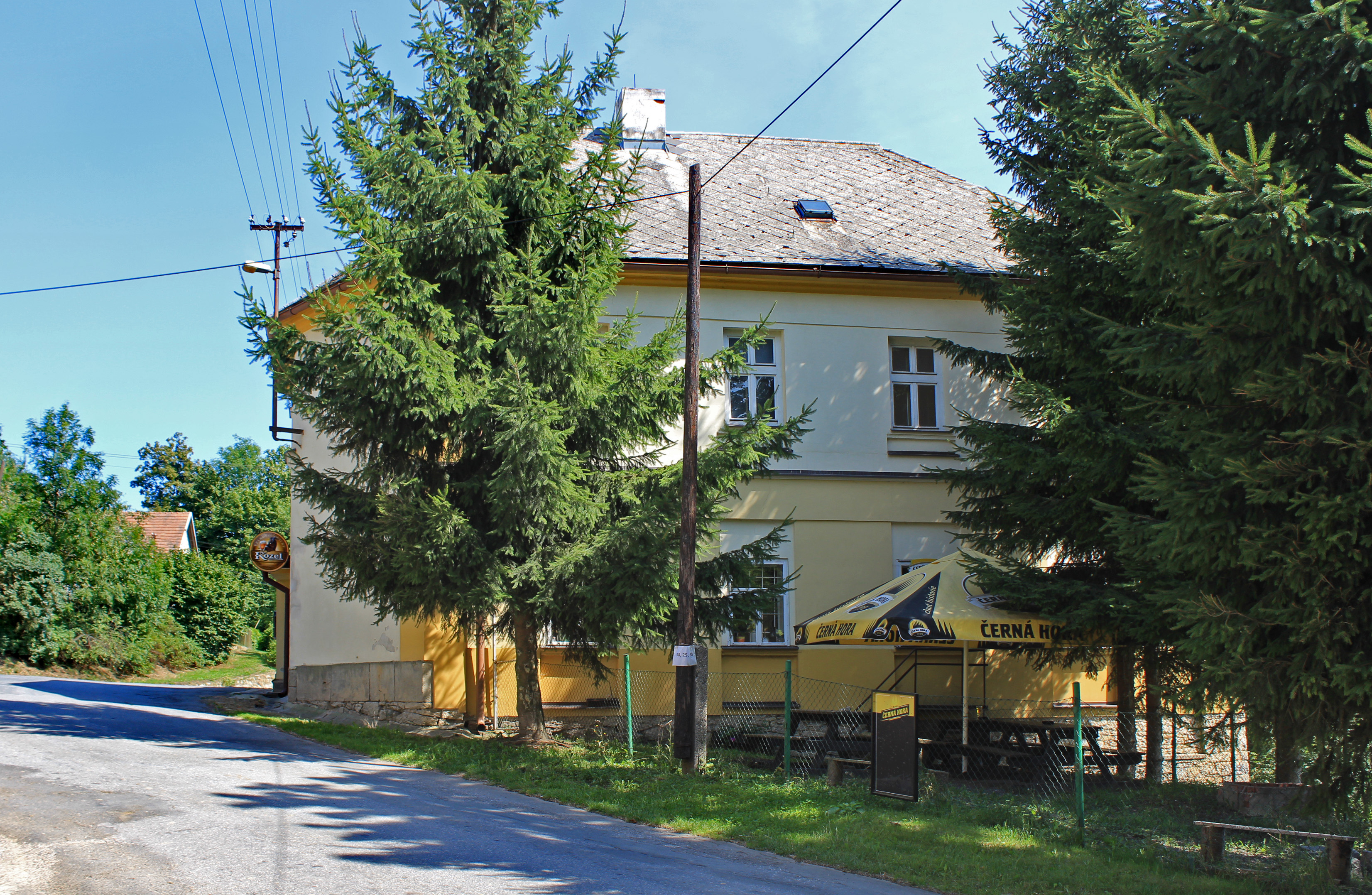
Restaurace na rozcestí